# Eric Adams
Eric Adams, pseudonimo di Louis Marullo (Auburn, 12 luglio 1952), è un cantante statunitense.
È il frontman del gruppo heavy metal Manowar dal 1980, anno della sua fondazione. Il suo pseudonimo deriva dalla fusione dei nomi dei suoi due figli.

## Biografia
Louis conobbe Joey DeMaio quando i due ragazzi, entrambi di Auburn, erano ancora alle scuole superiori. Quando il futuro bassista decise di fondare una band epic metal assieme al suo amico Ross Friedman (in arte Ross the Boss), conosciuto in Inghilterra durante un tour del gruppo francese Shakin' Street, la scelta per il cantante ricadde proprio su Louis, che Joey aveva sentito più volte esibirsi, già in occasione di recital scolastici. Accettato l'ingresso del gruppo, Louis ne divenne ben presto l'icona, grazie soprattutto alla sua grande voce e alla sua disponibilità con i fan.
Louis Marullo è un ex enfant prodige: infatti a 12 anni entrò a far parte della band The Kids (un gruppo di ragazzi di età compresa fra i 10 e 13 anni) come cantante e chitarrista. La piccola band pubblicò un 45 giri con le canzoni Flipped hair and lace e Loving everyday (Chroma Records 1965), chiaramente ispirate allo stile dei Beatles 
Ad un certo punto della carriera Louis decise di cambiare il proprio nome d'arte, adottando una combinazione dei nomi dei suoi due figli Eric e Adam, come ha affermato in una intervista poiché il suo nome italoamericano suonava poco rocker.

## Vita privata
Adams è un appassionato di caccia. Intervistato ha affermato che dopo un tour, quando finalmente può godere di tempo libero, va nei boschi per cacciare. Afferma che preferisce andare a caccia ed uccidere gli animali di persona, piuttosto che mangiare carne colorata e non genuina che si trova nei negozi. È istruttore di tiro e caccia con l'arco per lo stato di New York. Quando gli si è chiesto dei rapporti coi membri del gruppo, attuali e precedenti, ha affermato che si mantengono in contatto e perfino che si aiutano l'un l'altro quando un'altra chitarra può servire nella preparazione di un album. Con Ross, Adams ha detto di essere rimasto in buoni rapporti.  Quando gli si chiede del suo allenamento musicale, dice di aver preso solo una lezione di canto, per il resto è stato un autodidatta per la tecnica e il respiro.

## Stile musicale
Eric è famoso per la sua voce estremamente versatile, ora graffiante ora melodica, per l'innata potenza vocale e per la sua capacità di variare vocalmente da note basse e rauche per arrivare a note simili a quelle dei cantanti d'opera lirica con estrema facilità. Adams riesce a proporre tre o quattro differenti timbri vocali, variando dallo screaming al canto acuto, e a proporre tratti canori continui della durata superiore ai 35 secondi (grazie ai quali è stato soprannominato Golden Voice, Voce d'Oro).
Nel 1999 a Milano ha eseguito in omaggio ai fan italiani il Nessun Dorma di Giacomo Puccini (il brano verrà poi riproposto nell'album Warriors of the World del 2002). Nel 2002 inoltre ha inciso un duetto con il soprano Sarah Brightman: si tratta della canzone Where Eagles Fly, destinata ad entrare nell'album Harem della cantante, ma di fatto mai pubblicata ufficialmente. Eric Adams sa suonare la chitarra e la tastiera, ma non propone mai uso di tali strumenti nei live e nei vari album dei Manowar. Suona anche la batteria.

## Discografia
- 1982 - Battle Hymns
- 1983 - Into Glory Ride
- 1984 - Hail to England
- 1984 - Sign of the Hammer
- 1987 - Fighting the World
- 1988 - Kings of Metal
- 1992 - The Triumph of Steel
- 1996 - Louder Than Hell
- 2002 - Warriors of the World
- 2007 - Gods of War
- 2012 - The Lord Of Steel